# Großsteingrab Zemmin
Das Großsteingrab Zemmin ist eine megalithische Grabanlage der jungsteinzeitlichen Trichterbecherkultur bei Zemmin, einem Ortsteil von Bentzin im Landkreis Vorpommern-Greifswald (Mecklenburg-Vorpommern).

## Lage
Das Grab befindet sich etwa 1,1 km nordwestlich von Zemmin am Rand eines Waldstücks. 1,1 km nordwestlich liegen im selben Waldstück die Großsteingräber bei Alt Plestlin und 2,6 km westlich die Großsteingräber bei Sophienhof.

## Beschreibung
Gemäß Denkmalliste handelt es sich um ein kammerloses Hünenbett mit einer Länge von 80 m und einer Breite von 4 m, Ewald Schuldt führt die Anlage hingegen als Urdolmen.